# Makoto Koga

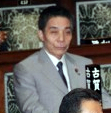
Yasuo Fukuda, Mitglied des Repräsentantenhauses, wurde am 25. September 2007 vom Repräsentantenhaus im National Diet Building in Chiyoda Ward, Tōkyō Metropolis, zum Premierminister ernannt. Fukuda bildete das Kabinett am 26. September 2007.

Makoto Koga (jap. 古賀 誠, Koga Makoto; * 5. August 1940 in Setaka (heute: Miyama), Präfektur Fukuoka) ist ein ehemaliger  japanischer Politiker der Liberaldemokratischen Partei (LDP). Von 2006 bis 2012 führte er in der LDP die Koga-Faktion (offiziell: Kōchikai).
Ab 1980 gehörte Koga für den fünfmandatigen 3. Wahlkreis der Präfektur Fukuoka, ab 1996 für den Einmandatswahlkreis 7 dem Unterhaus an und war durchgehenden Mitglied des Kōchikai, das sich im November 2000 in die späteren Tanigaki- und Koga-Faktionen spaltete und 2008 wieder vereinigte. Von 1996 bis 1997 war Koga Verkehrsminister, in der LDP von 1998 bis 2000 Vorsitzender des Ausschusses für Parlamentsangelegenheiten, von 2000 bis 2001 Generalsekretär und von 2007 bis 2009 Vorsitzender des Wahlkampfausschusses.
Bei der Unterhauswahl 2012 kandidierte er nicht mehr für ein weiteres Mandat. Seinen Wahlkreis übernahm für die LDP sein bisheriger Abgeordnetensekretär Satoshi Fujimaru.